# Lúm đồng tiền
Lúm đồng tiền là hiện tượng thụt lõm tự nhiên trên bề mặt da của cơ thể con người, chúng chủ yếu xuất hiện ở hai bên má hoặc ở cằm (gọi là cằm chẻ).

## Đặc điểm
Lúm đồng tiền ở má xuất hiện khi khuôn mặt thể hiện những biểu cảm, cảm xúc. Lúm đồng tiền ở cằm là một đường hằn nhỏ nằm trên cằm và có thể thấy được ngay cả khi khuôn mặt không có biểu cảm. Những lúm này có thể xuất hiện và biến mất trong một khoảng thời gian nào đó trong cuộc đời. Nguyên nhân có thể do 2 phần cơ gò má lớn dài ra theo thời gian làm nhỏ dần khoảng hở giữa chúng.
Có ý kiến cho rằng các lúm đồng tiền là kết quả của gen di truyền và là một tính trạng trội. Trường Đại học Utah, Hoa Kỳ kết luận các lúm này là một tính trạng trội "bất thường", chủ yếu được kiểm soát bởi một gen nhất định nhưng lại bị ảnh hưởng bởi nhiều gen khác.

## Giải phẫu học
Lúm đồng tiền được tạo ra do sự đa dạng và phức tạp của hệ thống cơ mặt, cụ thể là cơ gò má lớn (zygomatic major) nằm trong cấu trúc xương gò má. Bộ phận này được chia ra làm hai bó cơ, khi miệng cử động, bó cơ cao điều khiển vị trí trên vòm miệng còn bó cơ thấp điểu khiển vị trí dưới.